# نهائي كأس إسبانيا 1973
```
نهائي كأس إسبانيا 1973
  هو النهائي 71 . لعبت المباراة النهائية في 
ملعب فيسنتي كالديرون
 في 
مدريد
 ، في 29 جوان 1973 ، وفاز بها 
أتلتيك بيلباو
 بعد تغلبه على 
نادي كاستييون
 2-0 .
```